# Метод Бронникова
Ме́тод Бро́нникова, авторское название «Информационное развитие человека» — лженаучная методика, разработанная и популяризованная Вячеславом Михайловичем Бронниковым, позволяющая, по утверждению автора, развить у себя сверхспособности, такие как ви́дение сквозь непрозрачные предметы без помощи обычного зрения, «альтернативный слух», умение сверхъестественно исцелять болезни. Существование этих сверхспособностей, как и действенность самого метода, отвергается широким научным сообществом. Также считается мошеннической.

## Обсуждение метода в научной среде
В 2002 году сотрудники Института мозга человека РАН, во главе с Н. П. Бехтеревой, провели исследование с целью проверить, действительно ли ученики Бронникова способны воспринимать изображения при условии, что их глаза закрыты маской из непрозрачного материала. Результаты экспериментов были опубликованы в журнале «Физиология человека». Авторы исследования заявили о реальности феномена так называемого «альтернативного видения». При этом, признавая отсутствие прямых доказательств, авторы предположили, что «альтернативное зрение» осуществляется с помощью кожи.
Эта публикация вызвала широкий резонанс в научной среде и даже обсуждение на научном семинаре в Институте высшей нервной деятельности и нейрофизиологии РАН. Дискуссии с коллегами побудили директора Института мозга человека С. В. Медведева и его сотрудников разработать серию экспериментов с целью перепроверки результатов начального исследования. В итоге все основные выводы начального эксперимента были поставлены под сомнение, существование «кожного зрения» было однозначно отвергнуто, но Медведев отказался полностью дезавуировать данные начального исследования, заявив, что, по всей вероятности, ученики Бронникова способны видеть изображения в инфракрасном оптическом диапазоне. Однако это заявление совершенно не удовлетворило большую часть научного сообщества. Позже Медведев признал, что предполагает умелое подглядывание у учеников Бронникова.
С апреля по сентябрь 2010 года эксперименты по исследованию метода Бронникова проводились в Объединенном институте проблем информатики НАН Беларуси, в которых участвовал доктор психологических наук, профессор Георгий Лосик. Несмотря на противоречие общепринятым концепциям в областях физики и биологии предполагаемого феномена ви́дения в условиях исключения попадания изображения на сетчатку глаза, белорусский институт дал положительное заключение о методе обучения такому альтернативному ви́дению. Однако затем Минздрав Беларуси запретил применение этого метода в предпринимательской деятельности, выразив готовность в поддержке дальнейшего проведения систематического исследования метода Бронникова в специализированном учреждении.
Председатель комиссии РАН по лженауке академик Эдуард Кругляков назвал метод Бронникова откровенным мошенничеством. В одной из посвящённых этому методу телепрограмм компании НТВ при монтаже было вырезано разоблачение метода — демонстрация одним из журналистов возможности подглядывания при используемых повязках для глаз — обыкновенное мошенничество. Делегация ESO.TV посетила В. М. Бронникова, его сына и учеников в Москве, сняла видео, разоблачающее метод слепого ви́дения. В 2010 году опубликована статья, посвященная разоблачению деятельности Вячеслава Бронникова и Марка Комиссарова.
Метод критикуется представителями Русской православной церкви.

### Научные публикации
- Бехтерева Н. П. и др. О так называемом альтернативном зрении или феномене прямого видения // Физиология человека : журнал. — М.: Наука, 2002. — Т. 28, № 1. — С. 23—34. — ISSN 0131-1646.
- Медведев С. В. Альтернативное видение // Химия и жизнь : журнал. — М., 2005. — № 10. — С. 14—17. — ISSN 0130-5972.
- Пытьев Ю. П. Физические аспекты альтернативного зрения // Метафизика : журнал. — М.: РУДН, 2012. — № 2 (4). — С. 156—166. — ISSN 2224-7580.

### Популярные издания
- Августа А. Всё предрешено: Россия получила уникальные технологии // Московский комсомолец : газета. — Томск, 2018. — 16 декабря. — ISSN 0130-5972.
- Бехтерева Н. П. Мозг человека — сверхвозможности и запреты // Наука и жизнь : журнал. — М., 2001. — № 7. — ISSN 0028-1263.
- Серков Д. И слепые прозреют... // Итоги : журнал. — М., 2003. — 4 февраля (№ 5 (347)). — ISSN 1027-3964.
- Чижевская Н. «Дело Бехтеревой»: она боролась до последнего… // Аргументы и факты : газета. — Томск, 2019. — 6 июля. — ISSN 0204-0476.